# مرسل اوغلو (سیحان)
مرسل اوغلو (به ترکی استانبولی: Mürseloğlu) یک منطقهٔ مسکونی در ترکیه است که در سیحان واقع شده‌است.